# Félix Martí Ibáñez
Pour les articles homonymes, voir Ibáñez.
Felix Martí Ibañez (1911-1972), né en Espagne, est un médecin et anarchiste espagnol. Il est titulaire d’un doctorat de médecine de l’université de Madrid ; il pratique d’abord la psychiatrie. Militant anarchiste, il défend la médecine sociale et contribue à plusieurs magazines littéraires, médicaux et libertaires.

## Biographie
Felix Martí Ibañez dirige notamment la revue Consultorio psiquico-sexual pendant la guerre civile, revue populaire de sexologie dont le succès est éclatant.
Il est membre de la Confederación Nacional del Trabajo (CNT). Son engagement le porte à réfléchir sur une hygiène sociale dirigée vers le monde ouvrier et une pratique anarchiste de la médecine et de l’éducation à la santé.
Il contribue, jusqu'en 1937, avec un autre médecin, Isaac Puente, au magazine Estudios, revue éclectique, naturiste et libertaire dont les principaux thèmes sont : le nudisme, la médecine intégrale, l'amour libre et l'éducation sexuelle, l'hygiène et l'alimentation naturelle, la pédagogie rationnelle, l'art, etc. Elle aura une influence décisive sur la classe ouvrière espagnole en contribuant à faire évoluer radicalement les mentalités.
Durant le Front populaire et la guerre civile, il est nommé sous-secrétaire d’État à la Santé et à la Sécurité sociale du gouvernement catalan. Il représente l’Espagne au Congrès mondial pour la paix.
Pendant les mois de la révolution espagnole, il est l’auteur de la première législation sur l’avortement à la demande de la militante anarchiste Federica Montseny, ministre de la Santé et de la Sécurité sociale.
En 1939, après la défaite, il quitte l’Espagne pour se réfugier en France, puis à New York. Il devient citoyen américain.
Il travaille pour des établissements pharmaceutiques, se distingue par ses publications, dirige un temps la revue médicale MD Magazine et devient professeur d’histoire médicale au New York Medical College pendant deux ans.
Il meurt brutalement en 1972.